# Gore (langue)
Pour les articles homonymes, voir Gore.
Le gore est une langue sara parlée au Tchad, principalement dans le département de La Pendé dans la région du Logone Oriental et dans la du Mandoul.